# Eleccions legislatives gregues de 1985
Les eleccions legislatives gregues de 1985 se celebraren el 2 de juny de 1985. El partit més votat fou el PASOK, i el seu cap Andreas Papandreou, va formar govern.

## Resultats
| Partits | Partits                 | Vots.             | %      | +− %  | Escons | +−  |
| --- | ----------------------- | ----------------- | ------ | ----- | ------ | --- |
| Moviment Socialista Panhel·lènic (PASOK) | Andreas Papandreou      | 2,916,735         | 45,8%  | -2,3% | 161    | -11 |
| Nova Democràcia (ND) | Konstantinos Mitsotakis | 2,599,681         | 40,8%  | +4,9% | 126    | +11 |
| Partit Comunista de Grècia | Charilaos Florakis      | 629,525           | 9,1%   | -1,8% | 12     | -1  |
| Partit Comunista de Grècia (Interior) | Iannis Banias           | 117,135           | 1,8%   | +0,5% | 1      | +1  |
| Unió Política Nacional | Georgios Papadópulos    | 37,965            | 0,6%   | -     | -      | -   |
| Llista Musulmana Independent |                         | 20,708            | 0,3%   | -     | -      | -   |
| Partit Liberal |                         | 10,551            | 0,2%   | -     | -      | -   |
| Altres |                         | 32,794            | 0,5%   | -     | -      | -   |
| Vots vàlids | Vots vàlids             | 6,365,094         | 100.00 |       | 300    |     |
| Vots nuls | Vots nuls               | 57,372            |        |       |        |     |
| Total | Total                   | 6,422,466 (83,8%) |        |       |        |     |
| Font: Thomas T. Mackie (April 1992). "General elections in Western Nations during 1985". European Journal of Political Research 21 (3): 317–332 |                         |                   |        |       |        |     |